# Егилова сага
Егилова сага (исл. Egils saga Skalla-Grímssonar) једна је од средњовековних исландских сага из циклусаСага о Исланђанима. Сматра се једном од најобимнијих (садржи 90 поглавља) и литерарно најквалитетнијих средњовековник исландских сага. 
Настала је у првој половини XIII века (вероватно у периоду између 1220−1240), а многи историчари сматрају да је сагу написао средњовековни исландски песник, прозаик и историчар Снори Стурлусон (1178−1241). Има карактер породичне саге чија је централна фигура исландски фармер, викинг и скалд (средњовековни песник) Егидл Скалагримсон, детаљно описује његов родослов и обухвата период исландске историје између 850. и 1000. године. Најстарији живући фрагменти саге потичу из 1240. године и они представљају једини валидан извор информација о животу и истраживањима Егидла Скалагримсона, чији живот није забележен у историјским изворима. 
Сага почиње у јужној Норвешкој, негде око 850. године причом о Егиловом прадеди Улфу (познат и као Квалдулф или „Ноћни вук”) и двојици његових синова, Торолфу и Скалагриму. Због сукоба са локалним владарем породица је била присиљена да побегне из земље и да се склони на Исланд, где су касније рођени његови унуци, браћа Егил и Торолф Скалагримсон. Егил је неколико деценија након изгнанства његове порододице покушао да поврати породична имања у Норвешкој, али без успеха, због чега одлучује да се освети самом Краљу.
Сага до у детаље прати Егилов живот, све његове сукобе и пријатељства, али и односе са најужим члановима породице који су били проткани љубомором и завишћу (нарочито чланова породице његовог старијег брада Торолфа). Потом се сага базира на животу Егиловог сина Торстина, описује његово прихватање хришћанства и судбине и живот његове деце и унука. Заврашава се око 1000. године са описима неколико генерација Улфове породице. 